# Brachyiulus dahli
Brachyiulus dahli är en mångfotingart som beskrevs av Karl Wilhelm Verhoeff 1901. Brachyiulus dahli ingår i släktet Brachyiulus och familjen kejsardubbelfotingar. Inga underarter finns listade i Catalogue of Life.